# 富井政章
富井 政章（とみい まさあきら、1858年10月16日〈安政5年9月10日〉- 1935年9月14日）は、日本の法学者・教育者。学位は法学博士。帝国大学法科大学（現東京大学法学部）教授、帝国大学法科大学長、貴族院勅選議員、枢密顧問官等を歴任。法典調査会民法起草委員。和仏法律学校（現法政大学）校長。京都法政学校（現立命館大学）初代校長、立命館大学初代学長。男爵。
政章はまさあきではなく「Masaakira｣（まさあきら）。

## 人物
聖護院の宮侍だった富井政恒の長男として現在の京都府京都市に生まれた。
民法典論争では、フランス法を参考にしたボアソナードらの起草にかかる旧民法は、ドイツ法の研究が不十分であるとして穂積陳重らと共に延期派にくみし、断行派の梅謙次郎と対立したが、富井の貴族院での演説が大きく寄与したこともあって旧民法の施行は延期されるに至り、梅、穂積と共に民法起草委員の3人のうちの一人に選出された。商法法典調査会の委員でもある。
富井の主張は、穂積八束の主張した「民法出デテ忠孝亡ブ」といったようなイデオロギー的なものではなく、錯雑した「講義録」のような法典を実施すればフランス註釈学派の二の舞になって学問の進歩が阻害されてしまう、不平等条約改正の道具としてではなく国の実状に適したものとしての法典であるべきというあくまで学者としての立場からの慎重論であった。もっとも、断行派であった梅も、旧民法やプロイセン民法に代表される細目網羅型・講義録形式型の法典に強い嫌悪を示している点で立場は異ならなかったから、新民法においては、既存のどの法典・草案よりも簡潔を旨として起草されることになったのである。
富井は民法起草においても学者的立場から慎重をもって旨とし、梅が法実証主義・ドイツ法一辺倒の立場に立ちつつ実務的立場から迅速をもって旨とし、また自然法論・フランス法にも親和的な立場に立つため、しばしば対立し、穂積陳重と共に日本のドイツ法学導入の先駆者とされる。
もっとも、旧民法起草当時日本にドイツ法の思想はほとんど入ってきておらず、また富井自身も梅、穂積と異なりドイツに留学したことはなかったため、民法のできる前は特にドイツ法の思想を主張したことは無かった。しかし、富井付きの起草補助委員だった仁井田益太郎がドイツ語に精通していたため、彼の手になるドイツ民法草案第一・第二の翻訳を通じてよくドイツ法の思想を消化し、｢近世法典中の完璧とも称すへきもの｣であるとしてほとんどドイツ法一点張りで民法を作ろうという勢いであったとされ（仁井田の回想による）、日本民法学におけるドイツ法的解釈の端緒を切り拓いた。なお、法典調査会においてはヴィントシャイトやデルンブルヒの体系書にも言及しており、これらの書のフランス語訳版をも読んでいたものと推測されている。
他方、国の実状を直視し、沿革的・比較法的研究を踏まえつつも法の不備を認め、要点を簡明に明らかにして裁判官の運用にゆだねるべきとするのが、法典論争からの一貫した主張であり、主著『民法原論』に現れたように、それが学風となっている。
長年にわたり東京帝大の民法講座を担当し、後に鳩山秀夫に引き継がれることになる東大民法学の基盤を確立。理路整然、簡にして要を得た名講義であったと伝えられる。条文などもほぼ全部暗記していたようである。
留学時代の猛勉強から病弱であったが、健康に気を使ったため結果的に起草三博士の中で最も長命であった。しかし、慎重を期する性格のため、梅が民法典全分野についての著書『民法要義』を僅か五年ほどの内に完結したのに対し、富井の民法原論はついに債権総論の上巻までしか日の目を見ることはなかった。
本野一郎との共訳（実質はほぼ富井の単独訳）で日本民法典財産編の仏語訳版をフランスで出版しており、模範的名訳との定評がある。リヨン大学で富井と首席の座を争ったフランス人弁護士をして、富井のフランス語の文章はフランス人を凌駕すると称賛された。
晩年には穂積重遠らと共に民法改正（親族法・相続法）の改正にも着手したが、戦争によって頓挫し、これは後に中川善之助・我妻栄らに引き継がれることになる。
刑法では、ボアソナードの弟子の宮城浩蔵らがフランス新古典派・折衷主義の立場をとっていたのに対し、犯罪の急増する社会情勢に対応できないと批判していち早く主観主義をとる新派刑法理論を主張した。その理論は、社会防衛論を基礎とする厳罰的主観主義で、現行刑法の成立に大きく寄与した。
日露戦争前夜には主戦論を唱え、七博士の1人として七博士建白事件に関与した。

## 幻の胸像

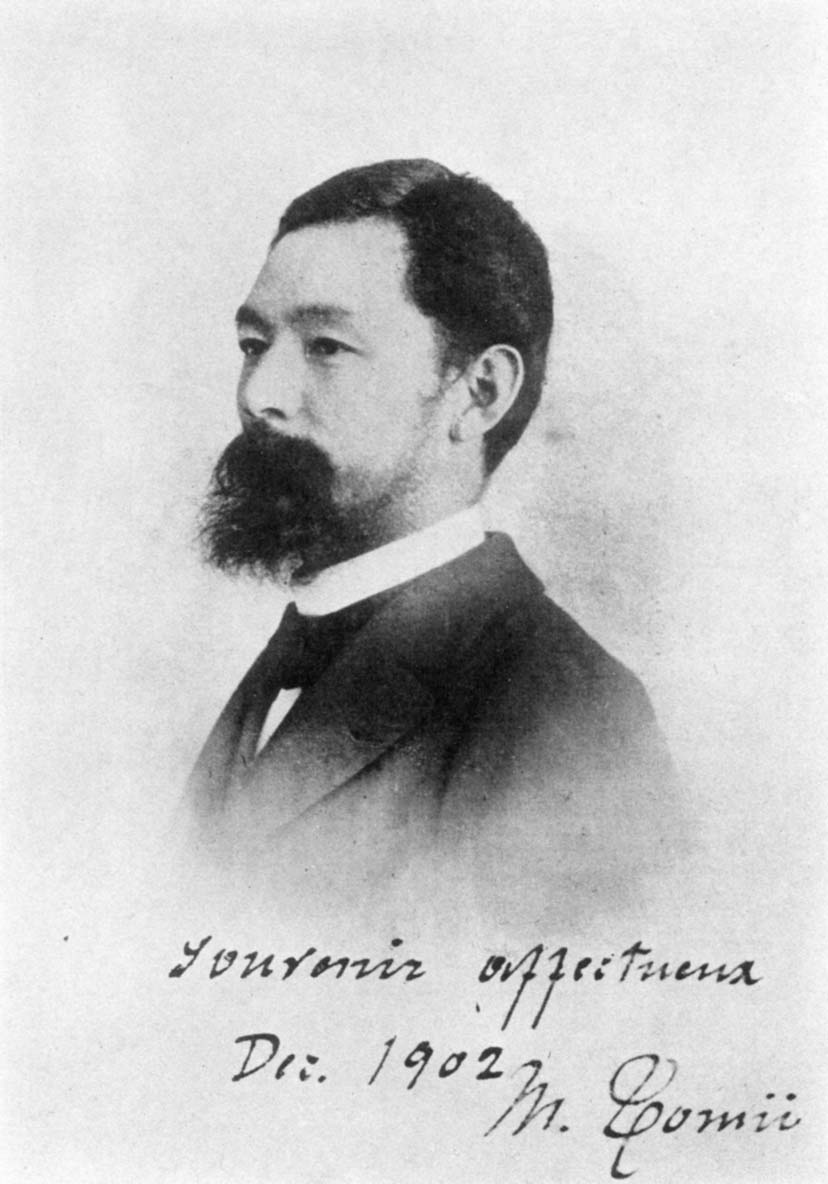
1897年、パリにて撮影

1927年（昭和2年）、富井の学長辞任を受けた立命館大学では、在任27年の功績を讃え、校友会が中心となって胸像を贈る計画が持ち上がった。富井も一旦は胸像制作を受諾したが、あとになって延期を申し出ている。下記は胸像延期要請の書簡の一部である（1928年〈昭和3年〉1月22日付）。
「極て質素ならば云々と申上候得共其後篤と相考候に小生是迄相当の功績ある人に対しても存命中より其像を作りて表彰することは平素の時論として常に不賛成を表し候たる事のも有之然るに今自分が殆ど有名無実の学長たりにしも不拘存命中より眞先に校内に胸像を置かるることは如何にも心苦しき次第に有之、各位の御厚意は心底より感謝する所にて精神上御請到候と寸毫も相異なる所無之只此際実行は御見合せ被下候....今後或機会に立命館の創立者として多年一日の如く献身的に全力を注ぎ居らるる中川館長の分を作らるる際同時に実行せらるることならば左迄目立ちもせずじで御請出来可申歟と存候に付き兎に角此際は一先御延期の事に相願度｣）『立命館学誌』第119号、1928年11月15日、13頁。原文は旧字体カタカナ表記）

## 家族・親族
妹のマサが法政大学創立者の一人薩埵正邦の妻であるため、薩埵正邦は富井政章の義理の弟にあたる。富井と薩埵はともに官立の京都仏学校で、レオン・デュリーのもとで学んでいたデュリー門下でもあり、東京法学校（現法政大学）の講師時代には薩埵宅で同居していたこともあった。
長男の富井周はサンフランシスコ総領事等を務めた外交官。その長女は石坂泰三の三男に嫁いだ。四男恒雄（日本銀行員）の岳父に波多野承五郎、長女ミツは太刀川平治に、三女淑は植村甲午郎にそれぞれ嫁いだ。

## エピソード
留学の経験から、コーヒーとチーズを好物としており、民法編纂時にも小田原の伊藤博文の別荘に持ち込んで、コーヒーを自分で挽いて飲むことを常とした。チーズは高級な臭いものを特に好み、伊藤邸の戸棚の中に入れておいたため、戸棚が臭くなり女中が閉口したという。チーズに蛆が湧いてくると、そういうのがうまいのだといって、蛆を掻き分けて食べたという話が伝えられている。
ちなみに、イタリアには実際に蛆をとりつかせて発酵させるカース・マルツゥというチーズが存在する。

## 略歴

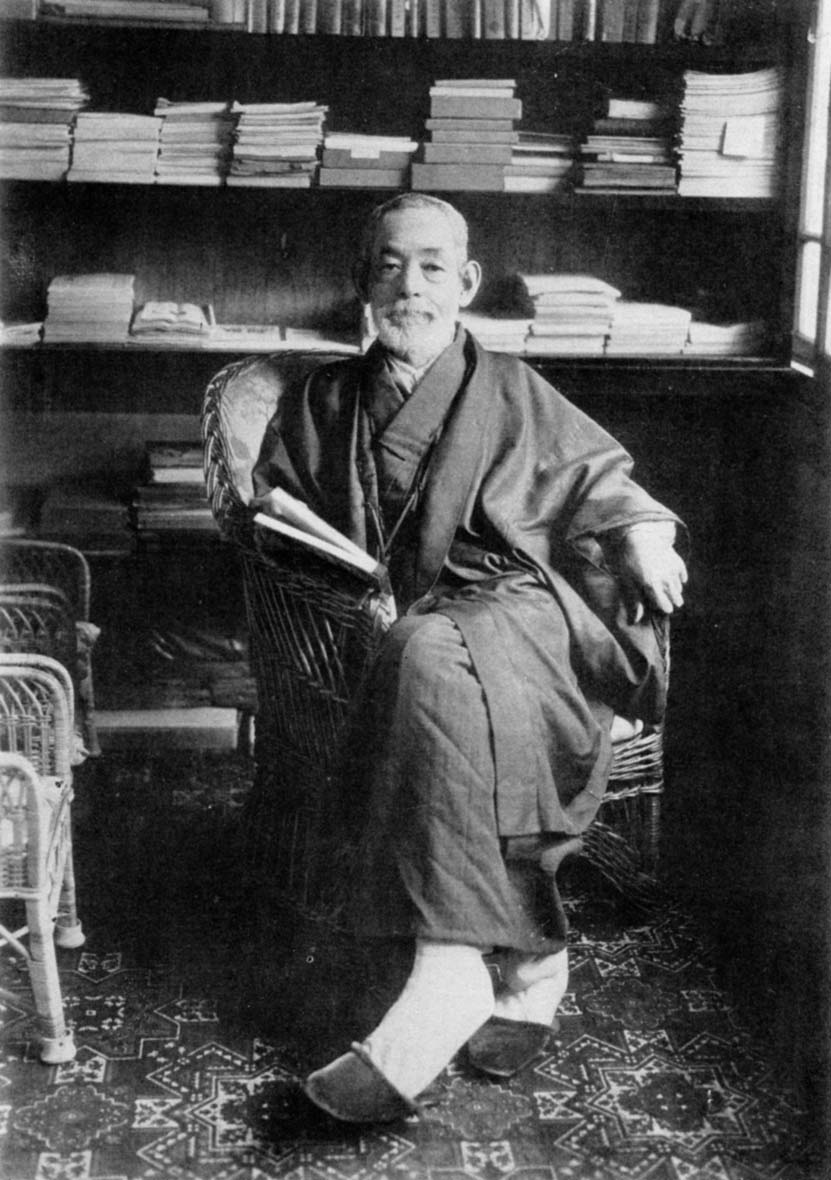
1934年春撮影

- 京都府京都中学校、官立京都仏学校[注 3]を経て上京。
- 1874年 東京外国語学校仏語科に入学。
- 1877年 私費でフランスに留学し、博物館で働きながらリヨン大学法学部に入学。学部時代の最終成績は2位で奨学金を得て博士課程に進み、優等の成績で法学博士等三つの法学位を取得して卒業（博士論文「ローマ法及びフランス法における代金不払による売主の解除権｣）。
- 1883年 東京法学校（現法政大学）講師。
- 1885年 東京大学法学部教授。
- 1886年 帝国大学法科大学（現東京大学法学部）教授。
- 1891年 貴族院勅選議員。
- 1892年 民法商法施行取調委員[注 4]。
- 1893年 法典調査会民法起草委員。
- 1895年 帝国大学法科大学長。
- 1900年 京都法政学校（現立命館大学）校長（1904年まで）。和仏法律学校（現法政大学）校長（10月 - 1902年10月）。
- 1905年 立命館大学学長（1927年まで）。
- 1906年 帝国学士院会員。
- 1916年 宮内省御用掛。
- 1917年 内大臣府御用掛。
- 1918年 枢密顧問官、常設仲裁裁判所裁判官。
- 1926年 華族に列し、男爵に叙される。
- 1928年 民法改正調査委員長。
- 1934年 日仏会館理事長。
- 墓所は文京区護国寺。

## 栄典
位階
- 1885年（明治18年）9月16日 - 従六位[20]
- 1892年（明治25年）2月29日 - 正六位[20]
- 1896年（明治29年）
  - 3月30日 - 従五位[20]
  - 12月21日 - 正五位[20]
- 1900年（明治33年）8月20日 - 従四位[20][21]
- 1902年（明治35年）9月20日 - 正四位[20]
- 1921年（大正10年）8月20日 - 従三位[20][22]
- 1926年（大正15年）9月1日 - 正三位[20]
- 1931年（昭和6年）9月15日 - 従二位[20][23]
- 1935年（昭和10年）9月14日 - 正二位[20]

勲章等
- 1897年（明治30年）12月28日 - 勲四等瑞宝章[20][24]
- 1898年（明治31年）6月29日 - 勲三等旭日中綬章・金杯一組[20]
- 1903年（明治36年）5月21日 - 金杯一組[25][20]
- 1906年（明治39年）4月1日 - 勲二等瑞宝章[20]
- 1912年（大正元年）8月1日 - 韓国併合記念章[20]
- 1913年（大正2年）12月27日 - 旭日重光章[20]
- 1915年（大正4年）11月10日 - 大礼記念章[20]
- 1919年（大正8年）
  - 6月28日 - 勲一等瑞宝章[20]
  - 9月29日 - 金杯一組[20]
- 1920年（大正9年）9月7日 - 金杯一組[20]
- 1921年（大正10年）5月30日 - 金杯一組[20]
- 1926年（大正15年）6月23日 - 旭日大綬章[20]
  - 10月28日 - 男爵[20]
- 1927年（昭和2年）3月15日 - 御紋付銀杯[20]
- 1928年（昭和3年）
  - 4月21日 - 金杯一組[20]
  - 11月10日 - 大礼記念章（昭和）[20]
- 1931年（昭和6年）3月20日 - 帝都復興記念章[26][20]
- 1935年（昭和10年）9月14日 - 旭日桐花大綬章[20]

外国勲章佩用允許
- 1889年（明治22年）1月18日 - フランス共和国：ダカデミー記章オフィシエ[20]
- 1896年（明治29年）12月22日 - フランス共和国：オフィシエ・ド・ランストリュクション・ピュブリック（フランス語版）[20]
- 1898年（明治31年）8月20日 - フランス共和国：レジオンドヌール勲章オフィシエ[20]
- 1910年（明治43年）6月29日 - フランス共和国：レジオンドヌール勲章コマンドゥール[20]
- 1922年（大正11年）3月8日 - フランス共和国：レジオンドヌール勲章グラントフィシエ[20]
- 1934年（昭和9年）3月1日 - 満州帝国：大満洲国建国功労章[20]

## 系譜
- 富井氏

```
　
　　　　　　　　　　　　　　　　　　　　　┏茂木克彦
　　　　　　　　　　　　　　　　茂木孝也━┫
　　　　　　　　　　　　　　　　　　　　　┗朝子
　　　　　　　　　　　　　　　　　　①　　　　┃
　　　　　　　　　　　石坂泰三━石坂泰夫　　　┃
　　　　　　　　　　　　　　　　　┃　　　　　┃
　　　　　中村是公━━━━秀　　　┣━━━[[石坂泰章]]
　　　　　　　　　　　　　┃　　　┃　　　　　┃
　　　　　　　　　　　　　┣━━章子　　　　　┃
　　　　　　　　　　　　　┃　　　　　　　　　┃
　　　　　　　　　　　┏富井周　　　　　　小谷真生子
　　　　富井政章━━━┫
　　　　　　　　　　　┗淑
　　　　　　　　　　　　┃　　┏植村泰忠
　　　　　　　　　　　　┣━━┫
　　　　　　　　　　　　┃　　┗和子
　　　　　　　　　植村甲午郎　　┃
　　　　　　　　　　　　　　　　┃
　　　渋沢栄一━━渋沢正雄━━渋沢正一

```

## 著作
- Droit romain: des droits du vendeur non payé ; Droit français : du droit de résolution du vendeur non payé. Imprimerie Pitrat  Ainé, 1883.
  - 『ローマ法及びフランス法における代金不払による売主の契約解除権（仏語版）』 信山社出版〈日本立法資料全集〉、2003年10月、ISBN 4797247843
- 『法学綱論』 時習社、1887年2月上巻
- 『代理法講義』 中央法学会、1887年3月
- 『契約法講義』 時習社、1888年2月
  - 『契約法講義』 新青出版、2001年10月、ISBN 4915995488
- 『契約外ノ債務』 大阪攻法会、1888年10月
- 『刑法論綱』 岡島宝文館、1889年7月
  - 『訂正再版 刑法論綱』 岡島宝文館、1893年9月
  - 『明治13年 刑法論綱』 信山社出版〈日本立法資料全集〉、1999年6月、ISBN 4797246359
- 『民法論綱』 岡島宝文館、1890年5月人権之部上巻 / 1890年7月人権之部下巻 / 1891年12月財産取得編上巻 / 1893年1月財産取得編中巻
  - 『民法論綱』 新青出版、2001年10月（4冊）、ISBN 4915995496, 491599550X, 4915995518, 4915995526
- 『損害賠償法原理』 日本同盟法学会、1891年7月
  - 『損害賠償法原理』 信山社出版〈復刻叢書〉、1991年8月、ISBN 4882614510
- 『民法総論』 八尾商店、1896年11月第一巻 / 1897年8月第二巻
- 『民法原論』 有斐閣書房、1903年2月第一巻総論上 / 1904年7月第一巻総論下 / 1906年9月第二巻物件上 / 1914年5月第二巻物件下 / 1929年4月第三巻債権総論上
  - 『民法原論』 有斐閣、1985年10月（3冊）、ISBN 464103317X, 4641033188, 4641033196
- 『債権総論』 信山社出版〈復刻叢書〉、1994年2月、ISBN 4882614871
- 『債権各論』 信山社出版〈復刻叢書〉、1994年2月、ISBN 488261488X

翻訳
- Code civil de l'Empire du Japon : livres I, II & III : promulgués le 28 avril 1896. en collaboration avec I. Motono, L. Larose, 1898.
  - Code civil de l'Empire du Japon : livres I, II & III : promulgués le 28 avril 1896. en collaboration avec I. Motono, Shinsei-shuppan, 1997.
  - 本野一郎ほか訳 『仏訳日本帝国民法典』 信山社出版〈日本立法資料全集〉、1997年10月、ISBN 4882613484